# Thyas rubrior
Thyas rubrior là một loài bướm đêm trong họ Erebidae.